# Yassine Benzia
Yassine Benzia (Lyon, Francia, 8 de septiembre de 1994) es un futbolista argelino. Juega en el Al-Fayha F. C. de la Liga Profesional Saudí.

## Trayectoria

### Clubes
Inicios
Benzia comenzó a jugar a fútbol a la edad de 6 años en un club de Saint-Aubin-lès-Elbeuf. Tras 5 años en la cantera del St. Aubin, pasaría por el CMS Oissel, el RC Caudebecais y el US Quevilly.
Olympique de Lyon
En 2010, dejó el US Quevilly y se incorporó a las categorías inferiores del Olympique de Lyon. Se convirtió en el mayor goleador del equipo sub-17 del OL, con 36 tantos, lo que suscitó el interés de diferentes clubes. Sin embargo, Benzia firmó su primer contrato profesional con el Olympique de Lyon en octubre de 2011. En la temporada 2011-12, jugó con el equipo filial lionés en el Championnat de France Amateurs, marcando 6 goles en 12 partidos; y en el curso siguiente, pasó a formar parte del primer equipo.
El 20 de mayo de 2012, Benzia debutó con el primer equipo del Olympique de Lyon, en un partido de la Ligue 1 contra el OGC Niza. Marcó su primer gol para el conjunto francés unos meses más tarde, el 22 de noviembre, frente al Sparta de Praga en la Liga Europa (1-1). En total, jugó 10 partidos durante la temporada 2012-13. Su primera diana con la camiseta del OL en la Ligue 1 llegó el 16 de agosto de 2013, contra el FC Sochaux.
Lille OSC
El 31 de agosto de 2015, fichó por el Lille OSC. Marcó su primer gol con su nuevo equipo en la 14.ª jornada, frente al Troyes (1-1). Dos semanas después, fue clave para el triunfo de los mastines con su diana al Saint-Étienne (1-0); y en la jornada siguiente, consiguió su primer doblete en la élite y le dio otros tres puntos al Lille ante el Caen (1-2). Concluyó la temporada con 6 goles en 30 partidos (contando todas las competiciones).
Fenerbahçe
El 31 de agosto de 2018 el Fenerbahçe S. K. logró su cesión hasta final de temporada.
Olympiacos
Un año después de su cesión al conjunto turco, el Lille lo cedió al Olympiacos hasta final de temporada.
Dijon
El 30 de enero de 2020 el Dijon F. C. O. llegó a un acuerdo con el Lille para su traspaso, firmando un contrato por tres años y medio.

### Selección nacional
Ha sido internacional con la selección de fútbol sub-20 de Francia. Sin embargo, optó por jugar para Argelia (tiene doble nacionalidad).

### Participaciones en Copas del Mundo
| Mundial                               | Sede   | Resultado        |
| ------------------------------------- | ------ | ---------------- |
| Copa Mundial de Fútbol Sub-17 de 2011 | México | Cuartos de final |

## Clubes
| Club                      | País           | Año       | Partidos | Goles |
| ------------------------- | -------------- | --------- | -------- | ----- |
| Olympique de Lyon         | Francia        | 2011-2015 | 53       | 6     |
| Lille O. S. C.            | Francia        | 2015-2020 | 93       | 11    |
| Fenerbahçe S. K. (cedido) | Turquía        | 2018-2019 | 20       | 0     |
| Olympiacos (cedido)       | Grecia         | 2019-2020 | 9        | 0     |
| Dijon F. C. O.            | Francia        | 2020-2023 | 29       | 6     |
| Hatayspor (cedido)        | Turquía        | 2022      | 12       | 2     |
| Qarabağ F. K.             | Azerbaiyán     | 2023-2025 | 104      | 28    |
| Al-Fayha F. C.            | Arabia Saudita | 2025-     |          |       |

## Palmarés

### Títulos nacionales
| Título                     | Club              | País       | Año  |
| -------------------------- | ----------------- | ---------- | ---- |
| Supercopa de Francia       | Olympique de Lyon | Francia    | 2012 |
| Liga Premier de Azerbaiyán | Qarabağ F. K.     | Azerbaiyán | 2023 |
| Liga Premier de Azerbaiyán | Qarabağ F. K.     | Azerbaiyán | 2024 |
| Copa de Azerbaiyán         | Qarabağ F. K.     | Azerbaiyán | 2024 |
| Liga Premier de Azerbaiyán | Qarabağ F. K.     | Azerbaiyán | 2025 |